# Stenolophus sinuosa
Stenolophus sinuosa är en skalbaggsart som beskrevs av Thomas Casey. Stenolophus sinuosa ingår i släktet Stenolophus och familjen jordlöpare. Inga underarter finns listade i Catalogue of Life.